# 海特贝茨
海特贝茨（荷蘭語：Geetbets，荷蘭語發音：[ˌɣeːdˈbɛts]）是比利时弗拉芒大区弗拉芒布拉班特省魯汶區的一个市镇，北面和东面与林堡省接壤，通行荷蘭語，是弗拉芒社群的一部分，面积35.17平方千米，人口6,035人（2018年1月1日）。